# Hilaire Perdon
Hilaire Perdon, né le 30 octobre 1900 à Rieux (Seine-Inférieure), mort le 8 octobre 1964 aussi à Rieux, est un homme politique français. Il est député communiste de la Seine-Inférieure de 1946 à 1951.

## Biographie
Fils d'un bûcheron et d'une ménagère, Hilaire Perdon obtient le certificat d'études primaires, puis exerce le métier de bûcheron. Il est un des secrétaires départementaux du parti communiste quand celui-ci le présente aux élections des députés aux Assemblée constituantes, en octobre 1945 et juin 1946 dans la 1er circonscription de la Seine-Inférieure (Rouen), où sont élus ses colistiers Victor Michaut et Lucie Guérin. Le 10 novembre 1946, second de la liste menée par René Cance dans le 2e circonscription du département (Le Havre), remplaçant Joseph Hertel qui ne se représente pas, il est élu député. Il siège à l'Assemblée nationale jusqu'en 1951, étant ensuite battu lors des scrutins de 1951, 1956 et 1958.
Hilaire Perdon est maire de Rieux de 1959 jusqu'à sa mort en 1964.